# 1894年の相撲
1894年の相撲（1894ねんのすもう）は、1894年の相撲関係のできごとについて述べる。

## できごと
京都相撲はこの年、建仁寺南門側に相撲頭取会議所を設置した。

## 本場所など
- 1月場所（東京相撲）[2]
  - 興行場所:本所回向院
  - 1月3日より晴天10日間興行
- 4月場所（東京大阪合併相撲）[3]
  - 興行場所:西道頓堀金屋橋西詰旧加賀邸跡
  - 4月1日より晴天10日間興行
- 5月場所（京都大阪合併相撲）[1]
  - 興行場所:建仁寺
  - 5月7日より晴天7日間興行
- 5月場所（東京相撲）[4]
  - 興行場所:本所回向院
  - 5月27日より晴天10日間興行

## 誕生
- 3月10日 - 楢錦政吉（最高位：前頭筆頭、所属：追手風部屋→湊川部屋、+ 1973年【昭和48年】）[5]
- 5月10日 - 射水川健太郎（最高位：小結、所属：稲川部屋→高砂部屋、+ 1956年【昭和31年】）[6]
- 7月25日 - 太刀ノ海浪右エ門（最高位：前頭3枚目、所属：友綱部屋→東関部屋→高砂部屋、+ 1964年【昭和39年】）[7]
- 10月1日 - 光風貞太郎（最高位：小結、所属：待乳山部屋→出羽海部屋、+ 1941年【昭和16年】）[8]
- 10月25日 - 逆鉾盛吉（最高位：前頭筆頭、所属：井筒部屋、+ 1947年【昭和22年】）[9]

## 死去
- 1月8日 - 音羽山市平（最高位：前頭9枚目（現役没）、所属：桐山部屋→佐ノ山部屋→音羽山部屋、年寄：音羽山、* 1857年【安政4年】）